# Mesovelia dentiventris
Mesovelia dentiventris är en insektsart som beskrevs av Rauno E. Linnavuori 1971. Mesovelia dentiventris ingår i släktet Mesovelia och familjen vattenspringare.

## Underarter
Arten delas in i följande underarter:
- M. d. dentiventris
- M. d. mollis